# كمال باحمدان
كمال باحمدان من مواليد 12 فبراير 1970، هو رجل أعمال وفارس سعودي. شارك في الألعاب الأولمبية الصيفية في قفز الحواجز. حقق ميدالية برونزية في الألعاب الأولمبية الصيفية 2012.

## السيرة الذاتية
ولد في الرياض، بعد تخرجه من المرحلة الثانوية تخرج في عام 1994 من جامعة بوسطن مع بكالوريوس العلوم في هندسة التصنيع.

## المسيرة
هو الرئيس التنفيذي ونائب رئيس مجموعة باحمدان التي تأسست في الأربعينيات من قبل جده سالم باحمدان في مكة المكرمة. تأسست في الخمسينات في الرياض من قبل والده عبد الله باحمدان العضو المنتدب السابق ورئيس البنك الأهلي التجاري في المملكة العربية السعودية والذي كان في ذلك الوقت أكبر بنك في العالم العربي. منذ تأسيسها قامت المجموعة بأكثر من 250 استثمار في مجموعة من الأسواق والقطاعات في جميع أنحاء الشرق الأوسط وأوروبا وآسيا والولايات المتحدة. ومع تولي والده منصب رئيس مجلس الإدارة وضمن إدارة كمال قامت المجموعة بتوسيع عملياتها الاستثمارية ولديها حاليًا استثمارات في أكثر من 130 شركة توظف أكثر من 8000 شخص.
في عام 2009 قام باحمدان بدعم من مجموعة باحمدان بتشكيل شركة الاستثمار الرئيسية العالمية سافاناد المحدودة في جنيف وهو أيضًا الرئيس التنفيذي. الآن مقرها في مدينة نيويورك ودبي ووصف الهيكل بأنه هجين من مكتب الأسرة ومدير الأصول والوقف ويستثمر في العقارات والأسهم الخاصة والأسواق العامة. يتركز الاستثمار في شركة سافاناد في المقام الأول في قطاعات الرعاية الصحية والتعليم والخدمات المالية وقطاع التجزئة وتستخدم الشركة منهج «خريطة الطقس» الخاص بالملكية والذي يعتمد على التحليل الكمي. تساعد خريطة الطقس هذه على تحديد الفرص في الأسواق العالمية التي تنشأ عندما تتغير معدلات الضرائب والإنفاق الحكومي واللوائح.

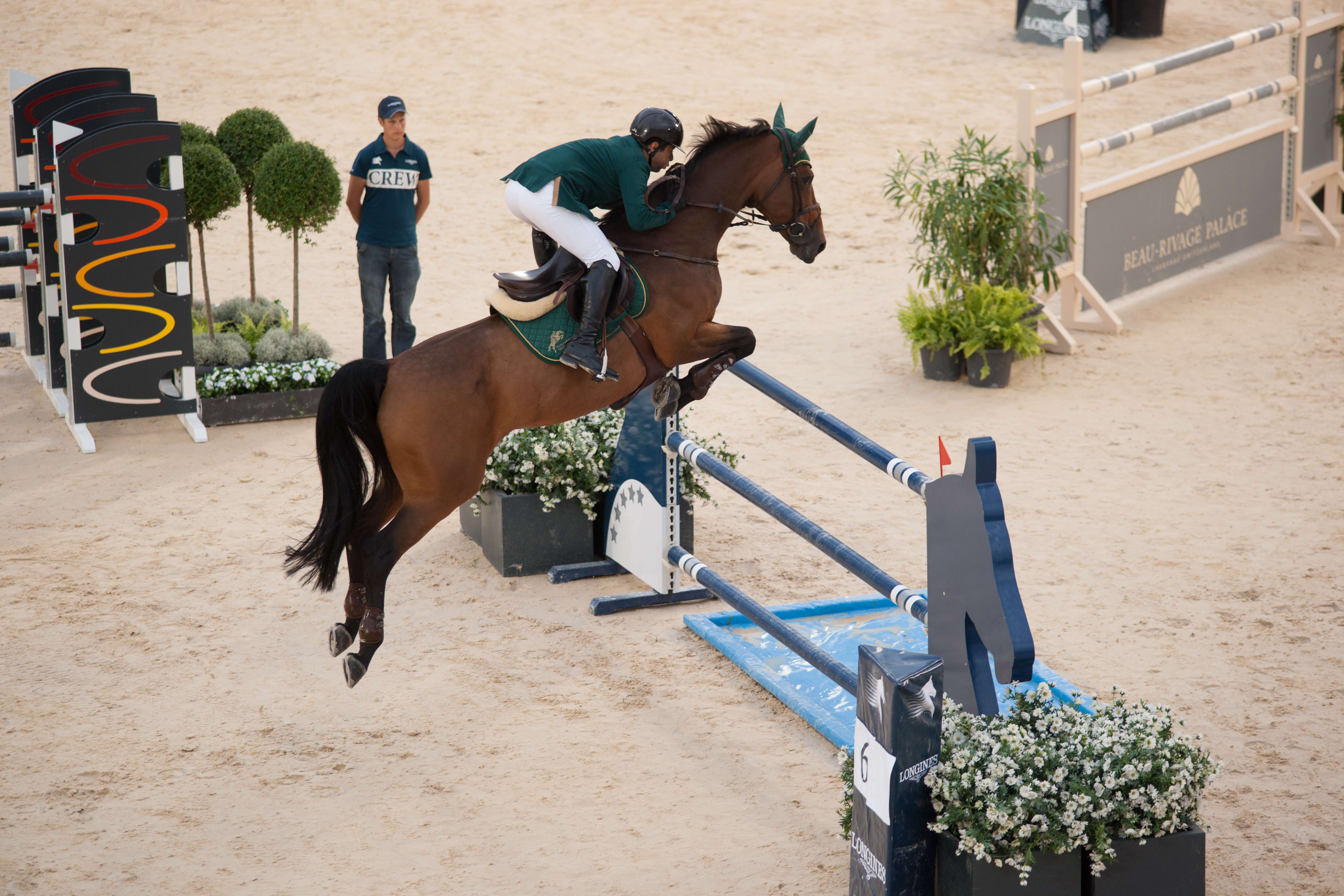
كمال باحمدان على نوبلس ديس تيس يتنافس في بطولة لونجين العالمية لأبطال 2013.

في مارس 2014 باعت سافاناد وفورميشن كابيتال محفظة من 43 منشأة سكنية رفيعة المستوى و 37 من مرافق التمريض الماهرة لشركة نورثستار رياليتي مقابل 1.05 مليار دولار أمريكي.
في يونيو 2014 أعلن سافاناد ورون باكارد مؤسس الشركة التعليمية كيه12 والرئيس التنفيذي السابق عن إطلاق شركة تعليمية جديدة بانسوفيك للتعلم والتي تهدف إلى توفير الوصول إلى تعليم عالي الجودة لكل طالب على مستوى العالم بما في ذلك حلول التعليم القائمة على التكنولوجيا. عند تأسيسها استحوذت الشركة على الفور من كيه12 عدة أصول بما في ذلك تراخيص للمناهج والتكنولوجيا ومدرسة دولية خاصة من الطوب ومدافع الهاون ومنصة أعمال التعليم العالي والأعمال التجارية كيه12 في الشرق الأوسط. باحمدان هو أيضا المؤسس المشارك لمؤسسة الخبير للتمويل التجاري (2007) وكان شريكًا مؤسسًا ومؤسسًا مشاركًا لشركة الاستثمار الدولية مجموعة بي في التي تتخذ من واشنطن العاصمة مقراً لها (تأسست في عام 1995). في عام 2012 حصل على وسام الملك عبد العزيز للاستحقاق من الدرجة الأولى وفي عام 2006 تم اختياره كمنتدى للقيادات العالمية الشابة في مجال الأعمال من قبل منتدى القيادات العالمية الشابة وهي منظمة تابعة للمنتدى الاقتصادي العالمي.

## القفز الاستعراضي
كما أن باحمدان بطل رياضي.

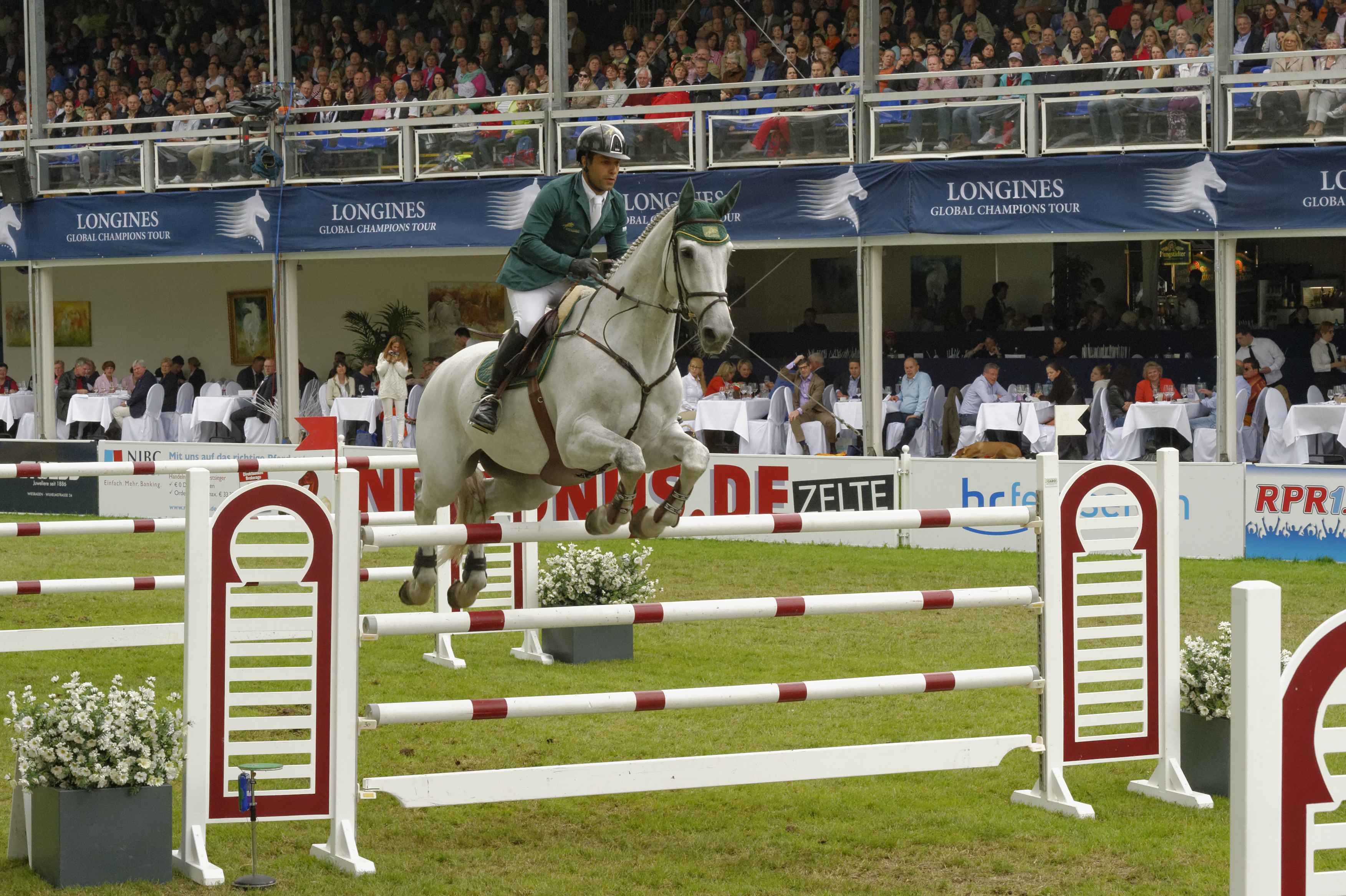
فيسبادن 2013.

منذ أن كان في السابعة من عمره أخذ المزيد من دروس ركوب الخيل في المملكة المتحدة كل صيف ثم بدأ المنافسة في أحداث الفروسية المحلية وغالباً ضد مواطنيه رمزي الدهامي وخالد العيد. أثناء دراسته للعمل في مجال التمويل في الولايات المتحدة تنافس على حلبة الساحل الشرقي للولايات المتحدة حيث لفت انتباه زياد عبد الجواد المدير الإداري الحالي للفروسية السعودية. في عام 2004 نقل قاعدته إلى فالكنسفارد، هولندا وخاض أول منافسة في نفس العام ولكن تنافس فقط على أساس عدم التفرغ.
بعد فوزه بالميدالية الذهبية الفردي والفرق في دورة الألعاب العربية 2004 فاز بالميدالية الذهبية والفضية الفردية في دورة الألعاب العربية 2011 في الدوحة. بعد أن تنافس في الألعاب الأولمبية الصيفية في الأعوام 1996 و2000 و2004 و2008 بعد دورة الألعاب العالمية للفروسية في 2010 في ولاية كنتاكي قرر التركيز بشكل كامل في الفترة التي تسبق دورة الألعاب الأولمبية الصيفية 2012 في لندن، إنجلترا بالعمل مع يان توبس. مع المنتخب السعودي الذي يدربه ستاني فان بايشن فاز الفريق بالميدالية البرونزية وحاز باحمدان على المركز الرابع في حدث الفردي. وقد دخل منذ ذلك الحين في بطولة الأبطال العالمية برعاية لونجين حيث فاز بسباق جائزة الرياض الكبرى عام 2013 مع نوبليس دي تيس.
في عام 2013 عُيَّن في لجنة الاتحاد الدولي للفروسية لفترة أولية مدتها أربع سنوات. في فبراير 2014 حصل على لقب الوصي في جوائز الرياضية للتميز الرياضي التي قدمها نواف بن فيصل بن فهد آل سعود.

## الإنجازات
- برونزية قفز الحواجز في الألعاب الأولمبية الصيفية 2012.
- المركز الثالث في بطولة قطر الدولية لقفز الحواجز 2015.[24]

## روابط خارجية
- كمال باحمدان على موقع الاتحاد الدولي للفروسية (الإنجليزية)
- كمال باحمدان على موقع FEI (رابط بديل) (الإنجليزية)
- كمال باحمدان على موقع أوليمبيديا (الإنجليزية)